# NYPD ESU
De New York Police Department Emergency Service Unit is een eenheid binnen het Special Operations Bureau van de New York City Police Department (NYPD). De eenheid is in 1930 opgericht en bestaat uit speciaal getrainde agenten. De ESU kan voor alles opgeroepen worden, van huiszoekingsbevelen tot ingrijpen bij zelfmoordpogingen.
De NYPD ESU is 365 dagen non-stop actief door de gehele stad New York. Daarnaast rijden er ook twee brigadiers door de stad, één heeft de leiding bij ESU-operaties in de stadsdelen Queens, Brooklyn en Staten Island. En de andere heeft de leiding over de ESU-operaties in Manhattan en The Bronx.
Door zijn uitgebreide training heeft de NYPD ESU wel eens andere SWAT-teams bijgestaan, in onder andere Oklahoma, Puerto Rico en Louisiana.
De NYPD ESU is ook onderdeel van de Urban Search and Rescue New York Task Force 1.

## Geschiedenis
Door de explosief groeiende bevolking van New York begin de twintigste eeuw kwam het steeds vaker voor dat voetgangers overreden werden, mensen van de metrolijnen vielen en andere ongelukken. Dit soort ongelukken konden de normale politieagenten niet behandelen, daarom richtte de toenmalige commissaris Richard E. Enright in 1925 de Emergency Automobile Squad op.
Op 30 november 1926 kreeg de Emergency Automobile Squad voor het eerste te maken met een schietpartij. Een New Yorkse gangster en twee handlangers zaten in een gevangenis aan Centre Street. Ze kregen het voor elkaar om drie pistolen de gevangenis in te smokkelen en door zich ziek voor te doen konden ze ontsnappen uit de ziekenzaal. Bij hun ontsnappingspoging vonden twee gevangenisbewaarders de dood en eentje raakte er gewond. De Emergency Automobile Squad viel de gevangenis van meerdere kanten aan met machinegeweren en rookbommen, waarop een vuurgevecht van 30 minuten volgde. De gevangen zagen geen enkele ontsnapping meer en pleegde zelfmoord.
Tijdens de oprichting van de Emergency Automobile Squad werden er twee eenheden (squads) gevormd. Squad 1 dekte Manhattan en The Bronx, Squad 2 dekte Brooklyn en Queens. In totaal waren er twee brigadiers een 44 agenten werkzaam bij de Emergency Squads. In 1926 werd er nog een Squad opgericht, die de Bronx zou dekken. In dat jaar werd de Emergency Automobile Squad hernoemd als Emergency Service Squad.
In 1928 werd het aantal Squads verdubbeld en in 1929 bestond de Emergency Service Squad uit elf voertuigen en 250 agenten. Begin 1930 kwamen er nog eens negen voertuigen en 200 agenten bij.
Sinds de oprichting van de Emergency Service Squad (ESS) stonden de squads onder bevel van een lokale precinct. Door de gebrekkige training van de precict commandanten waren er veel problemen bij de ESS. Dus op 10 april 1930 werd er een wet opgesteld dat de ESS een aparte eenheid zou worden onder bevel van een politiecommandant. Vanaf dat moment werd de ESS hernoemd als ESU.
In de jaren daarna is de ESU steeds meer gegroeid en kwamen er steeds meer gespecialiseerde eenheden erbij. Ook kreeg de ESU ambulances die gebruikt werden om gewonde agenten af te voeren.
Tijdens de aanslagen op 11 september 2001 verloor de NYPD 23 agenten, 14 hiervan waren lid van de ESU.

## Structuur

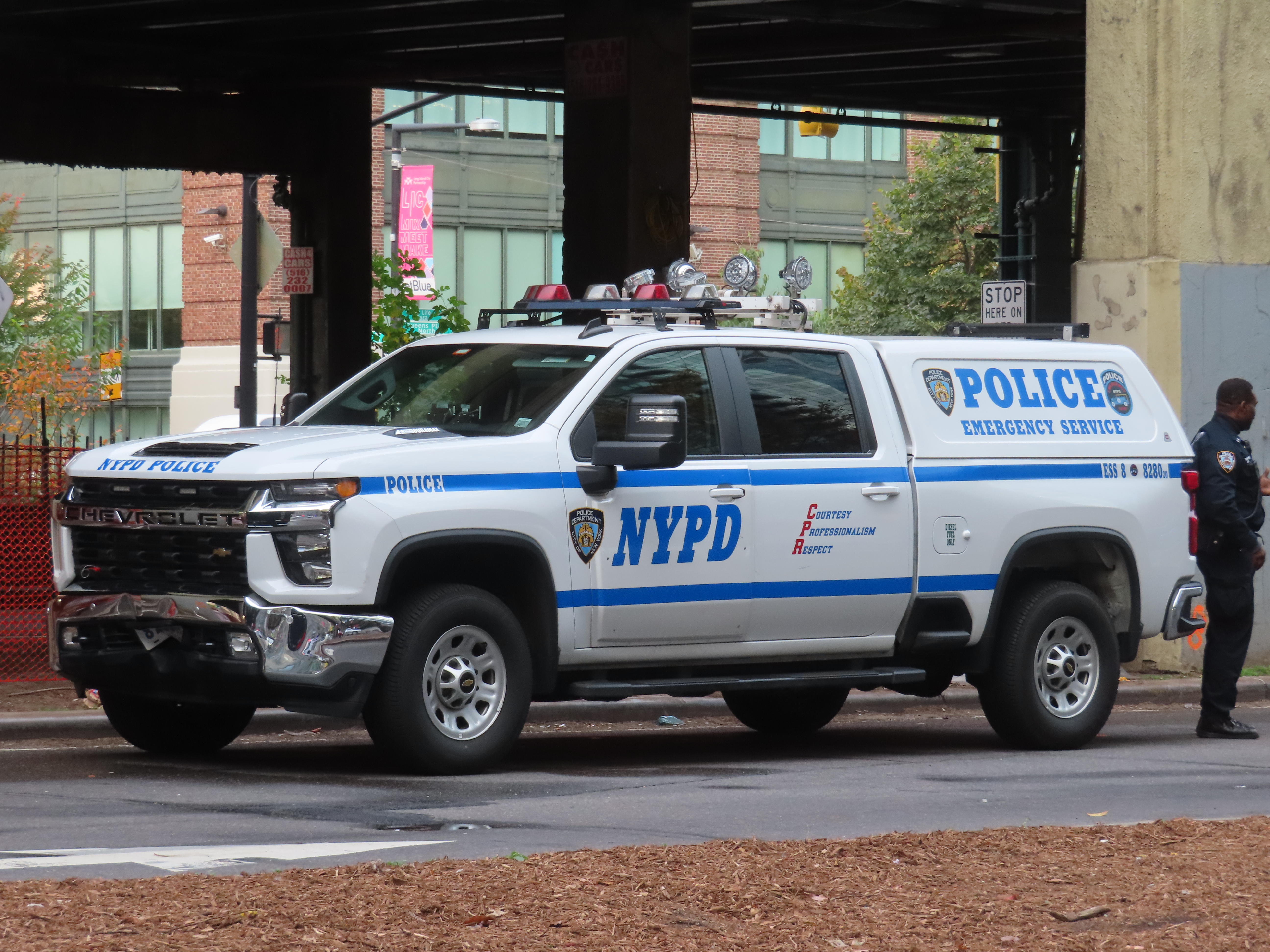
Een Chevrolet Silverado van de NYPD ESU

De NYPD ESU is opgedeeld in 10 squads (ook wel ESS), die elk een eigen stadsdeel dekken:
- ESS-1 (Zuid-Manhattan)
- ESS-2 (Noord-Manhattan)
- ESS-3 (Zuid-Bronx)
- ESS-4 (Noord-Bronx
- ESS-5 (Staten Island)
- ESS-6 (Zuid-Brooklyn)
- ESS-7 (Noord-Brooklyn)
- ESS-8 (Noord-Brooklyn)
- ESS-9 (Zuid-Queens)
- ESS-10 (Noord-Queens)

Daarnaast zijn er ook nog twee andere squads die niet zijn toegewezen aan stadsdelen:
- ESS-11, deze Squad behoort tot het hoofdkwartier van de ESU en dient als extra hulp.
- ESS-14, dit is een reddingsquad.

### Apprehension Tactical Team
Het Apprehension Tactical Team of gewoon A-team is de meest gespecialiseerde eenheid van de NYPD ESU. Het A-team rukt jaarlijks tussen de 800 en 1000 keer uit, waarmee het de meest gebruikte tactische team in de VS is. De taken van het A-team is variërend. Over het algemeen worden ze ingezet bij risicovolle huiszoekingen. Daarnaast bieden de bijstand aan de NYPD, overheidsinstanties en politiekorpsen buiten de stad.

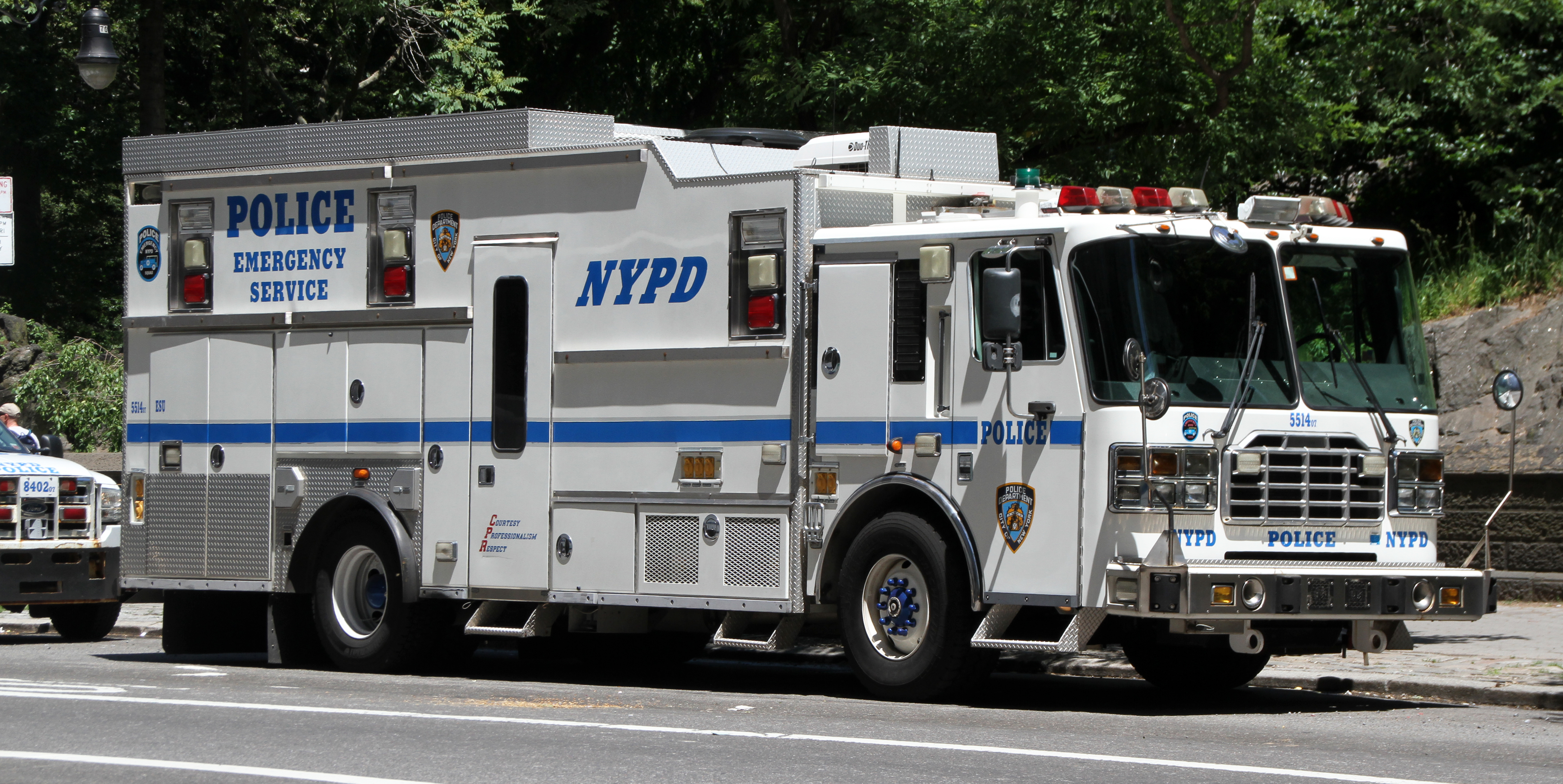
Een ESU truck.

### Hondenbrigade
De hondenbrigade van de NYPD ESU bestaat uit 44 honden. De honden zijn gespecialiseerd in het zoeken van vermiste mensen en verstopte voortvluchtigen. Enkele honden zijn ook getraind in het opsporen van menselijke resten.

### Hazmat/Weapons of Mass Destruction Team
Het Hazmat-team van de ESU wordt opgeroepen bij gevaarlijke situaties zoals chemische aanvallen, ecologische rampen, nucleaire aanvallen en explosies. Daarnaast bieden ze ook assistentie aan de Explosievenopruimingsdienst van de NYPD.

### Emergency Medical Squad

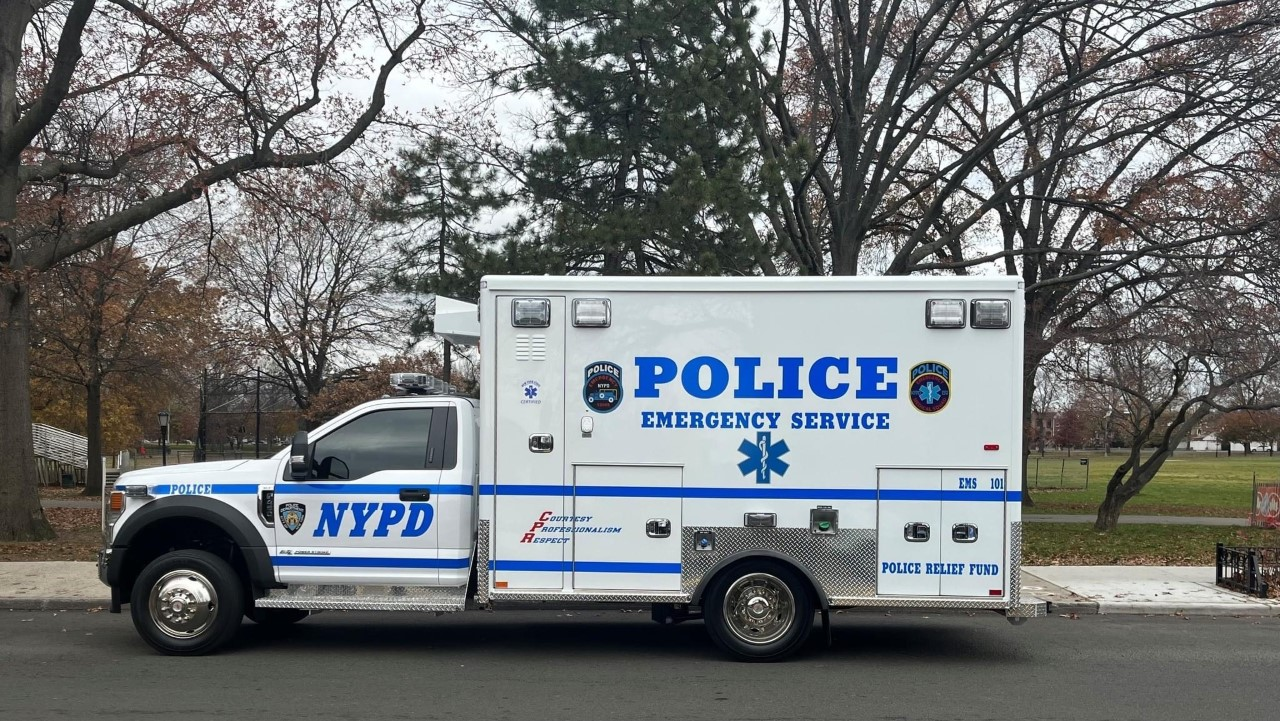
Een Ford F450 ambulance van de ESU

Het Emergency Medial Squad van de ESU staat altijd paraat bij risicovolle politieoperaties. Het team bestaat uit twee ambulances en bijbehorend personeel. De ambulances zijn bedoeld om gewonde agenten direct te verzorgen, zodat die niet hoeven te wachten op de normale ambulances. De ESU ambulances hebben dezelfde uitrusting als normale ambulances en het personeel aan boord moeten allemaal een paramedici certificaat hebben.

## Voertuigen
De NYPD ESU heeft een ruim scala aan voertuigen om zijn taken uit te voeren:

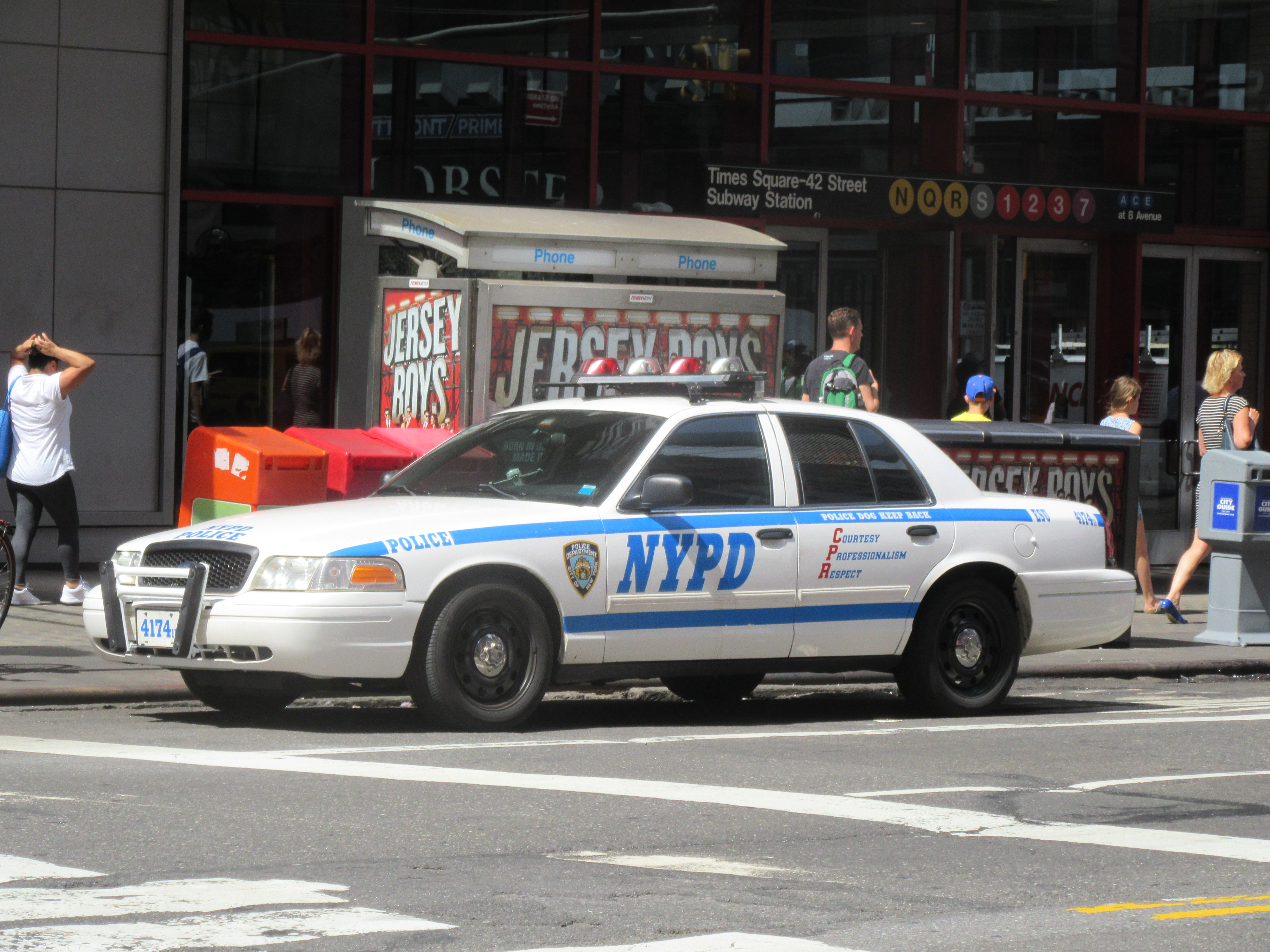
Een Ford Crown Victoria van de ESU

- 11 Zware reddingsvoertuigen/vrachtwagens. Deze voertuigen worden aangeduid als 'Trucks'
- 40 kleinere reddingsvoertuigen die als standaard voertuig dienen. De voertuigen zijn uitgerust met reddingsapparatuur. De officiële naam van deze voertuigen is Radio Emergency Patrol (REP), maar worden aangeduid als 'Cars'
- 2 ambulances, gebaseerd op de Ford F-Series.
- 4 x Lenco BearCat
- 2 x Lenco Peacekeeper
- 12 jetski's

Daarnaast heeft de ESU ook een aantal andere voertuigen, zoals lichtgenerators en opblaasbare boten.